# Baralipton cheworum
Baralipton cheworum är en skalbaggsart som beskrevs av Komiya 2003. Baralipton cheworum ingår i släktet Baralipton och familjen långhorningar. Inga underarter finns listade.